# Кендімен
Кендімен (англ. Candyman) — американський фільм жахів 1992 року. У 2021 вийшло пряме продовження з однойменною назвою.

## Сюжет
У жителів віддалених кварталів Чикаго існує легенда про загадкового маніяка на прізвисько Кендімен, мешканця паралельного світу. Йому не потрібен ніж, щоб наносити рани: протез руки у вигляді гака — ідеальне знаряддя злочину. Поки Кендімен знаходиться за межею реальності. Але якщо встати перед дзеркалом і п'ять разів поспіль вимовити його ім'я, він перейде цю хитку межу. І тоді нікому не вдасться врятуватися. За вивчення цієї легенди береться група молодих учених, які не вірять в таємничого Кендімена. Але в будь-який момент замість свого відображення в дзеркалі вони можуть побачити вбивцю.

## У ролях
| Актор            | Роль                        |
| ---------------- | --------------------------- |
| Вірджинія Медсен | Гелен Лайл                  |
| Тоні Тодд        | Деніел Робітейлл / Кендімен |
| Ксандер Берклі   | Тревор Лайл                 |
| Ванесса Вільямс  | Енн-Марі Маккой             |
| Касі Леммонс     | Бернадетт «Берні» Волш      |
| ДеЖуан Ґай       | Джейк                       |
| Ґілберт Льюїс    | детектив Френк Веленто      |
| Керолін Лоурі    | Стейсі                      |
| Стенлі Десантіс  | доктор Бьорк                |
| Маріанна Елліот  | Клара                       |
| Тед Реймі        | Біллі                       |
| Майкл Калкін     | Філіпп Парсел               |
| Бернард Роуз     | Арчі Волш                   |
| Расті Швіммер    | поліцейський                |